# Храм Конкордии
Храм Конкордии (лат. Aedes Concordiae; итал. Tempio della Concordia) — храм на римском форуме.
Храм был возможно построен Марком Фурием Камиллом и посвящён Конкордии, древнеримской богине согласия, как символ окончания разногласий между патрициями и плебеями в 367 году до н. э.
В 121 году до н. э. храм был перестроен Луцием Опимием после того как он под предлогом выполнения ультимативного указания Сената утопил в крови движение сторонников Тиберия Гракха. Скорее всего он был построен из цемента, полученного из раздробленных камней старинного Храма Согласия.
В этом храме неоднократно собирался Сенат, тут Цицерон произнес свою заключительную речь против Катилины с призывом казнить заговорщиков. Храм перестроил и украсил император Тиберий за счет добычи, полученной в германском походе.
В Храме Конкордии был организован своего рода музей. В нем была статуя богини Весты с острова Пароса, также множество других греческих статуй и римских картин, четыре диковинных слона из обсидиана, подаренные храму самим Августом, и перстень, который отдала в коллекцию супруга Августа Ливия.
Вопреки классической традиции, храм был больше вытянут в ширину, чем в длину,  во время тибериевской перестройки его хотели увеличить, но длина храма была ограничена Табуларием сзади и Комицием спереди, поэтому увеличили его в основном в ширину. К широкому фасаду вели узкая лестница и пронаос. Он был украшен многочисленными скульптурами: Геркулес и Меркурий по бокам у входа и еще не меньше семи фигур на крыше.
На сегодняшний день от храма сохранилась лишь возвышенная платформа, которая также частично погребена под лестницей, ведущей к Капитолию.